# Manduca blackburni
Manduca blackburni är en fjärilsart som beskrevs av Butler 1880. Manduca blackburni ingår i släktet Manduca och familjen svärmare. Inga underarter finns listade i Catalogue of Life.

## Bildgalleri

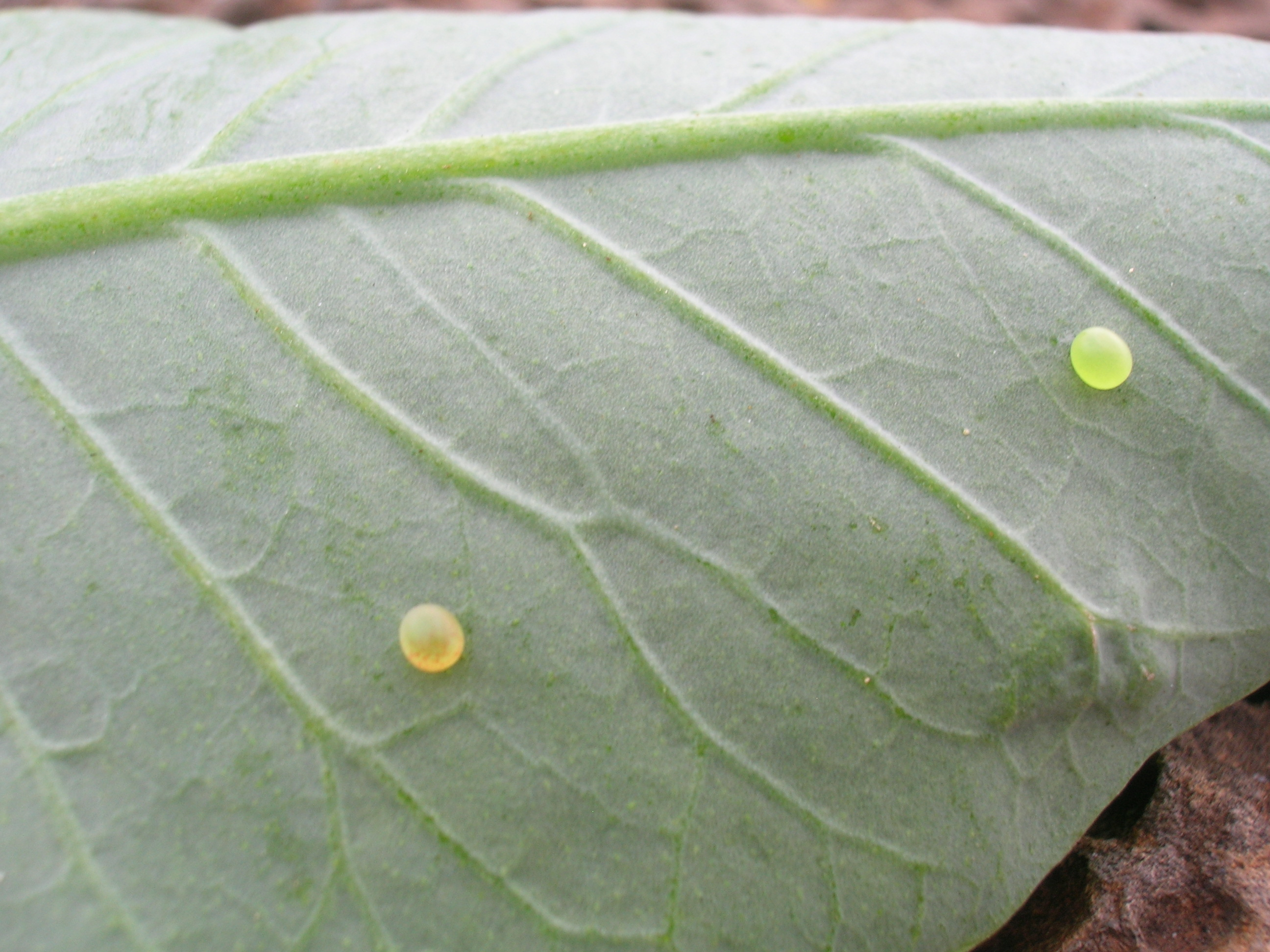
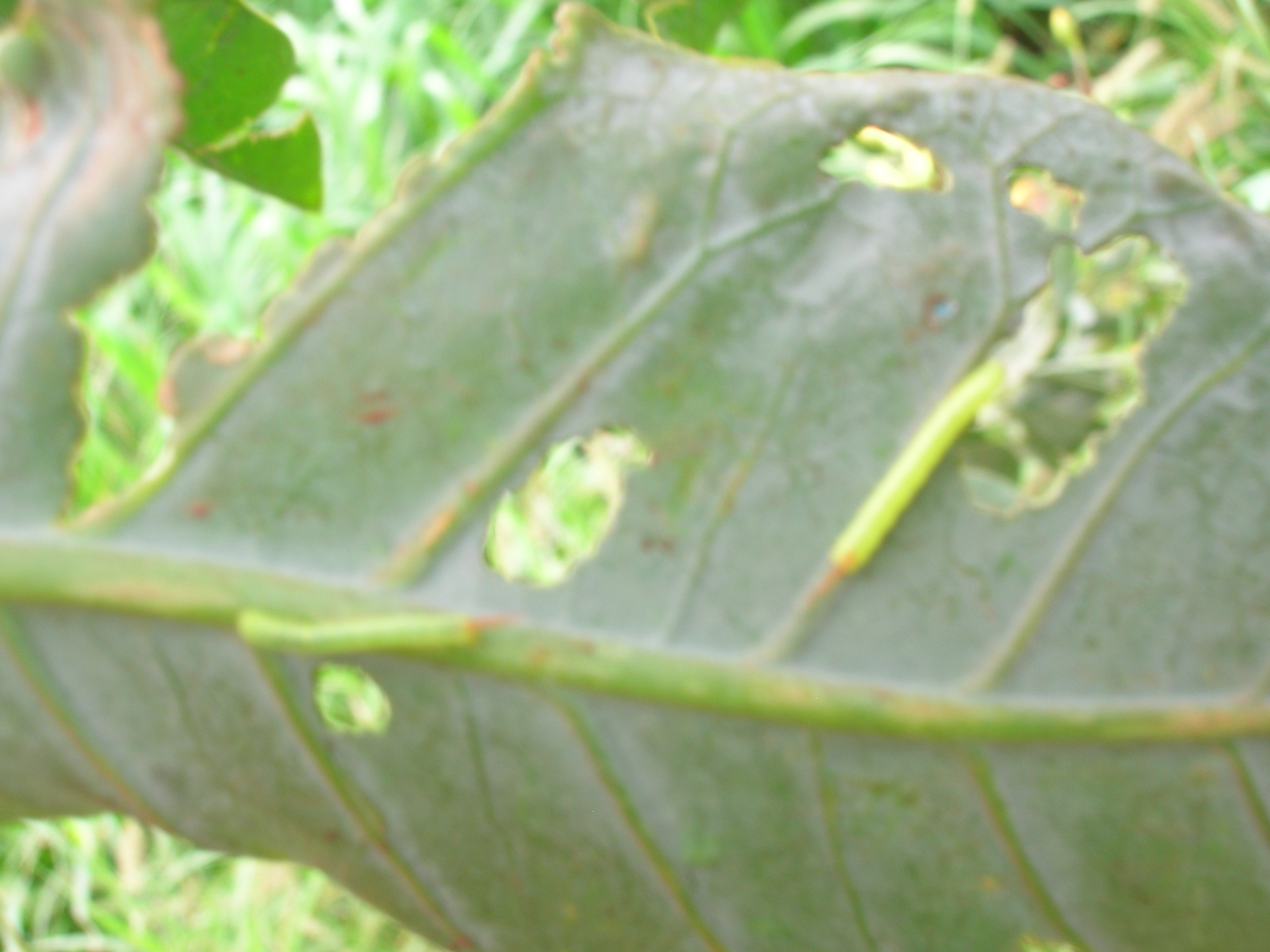
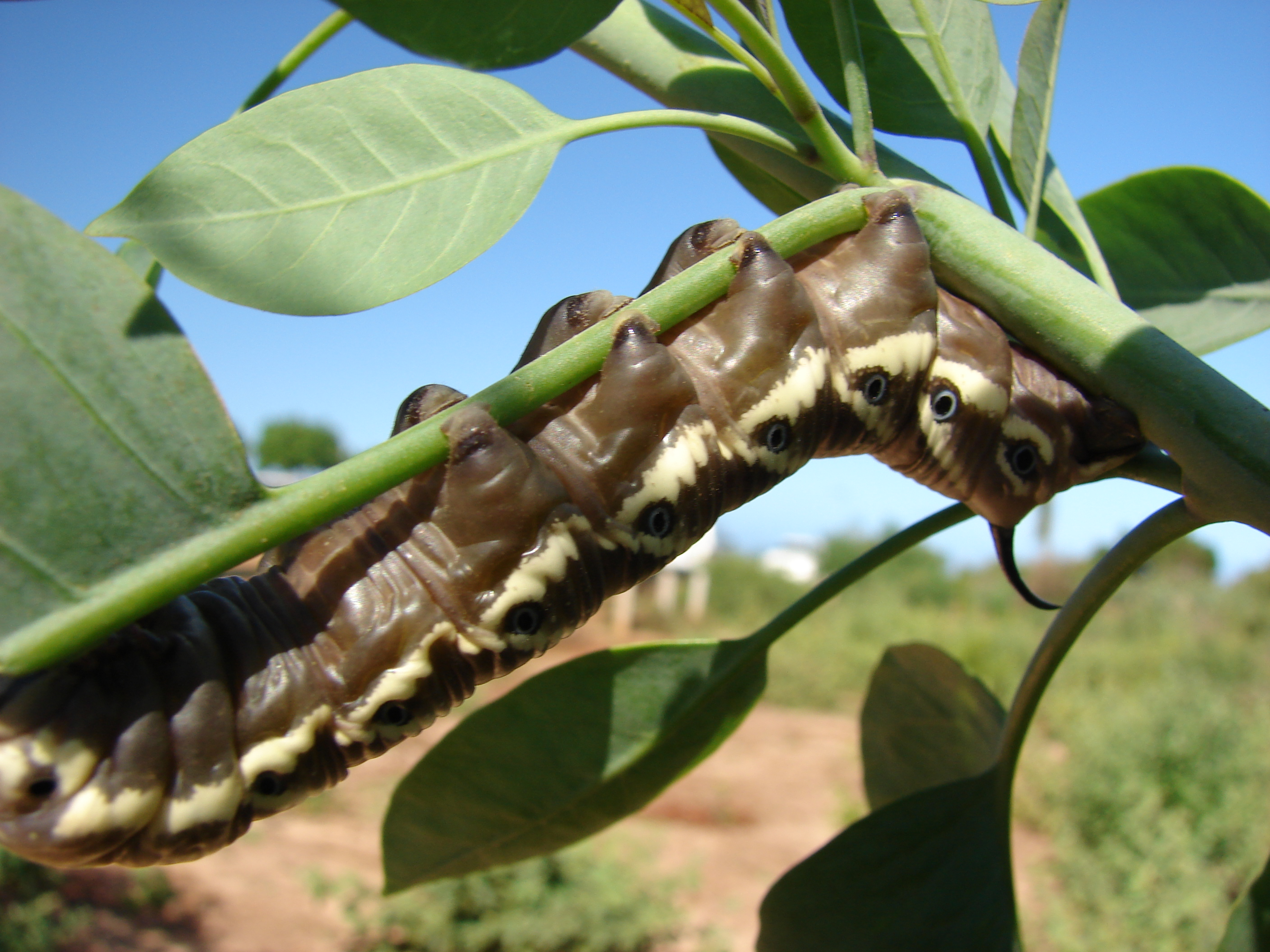